# Leicester Tigers
Leicester Tigers es un equipo británico profesional de rugby con sede en la ciudad de Leicester, Inglaterra y que disputa anualmente las máximas competiciones nacionales e internacionales, la Premiership Rugby y la Copa de Campeones Europeos de Rugby.
Leicester Tigers es el club más laureado del rugby inglés, y uno de los más laureados del rugby europeo y mundial. Asimismo, su afición se cuenta como una de las más entendidas y numerosas del continente. Los grandes rivales del club en Inglaterra son Bath Rugby, London Wasps y Northampton Saints.

## Historia
El club fue fundado en 1880, sin embargo tardó varias décadas en acumular títulos dado que en Inglaterra no existieron campeonatos oficiales hasta la creación de la copa inglesa, competición que hoy se denomina Anglo-Welsh Cup, y que comenzó a disputarse en 1971. La primera presencia de Leicester Tigers en la final fue en el año 1978, cayendo derrotado ante Gloucester Rugby, si bien se desquitó conquistando el torneo los 3 años siguientes.
En la temporada 1987/88 se inauguró la Aviva Premiership, tomando parte en ella Leicester Tigers, que ese mismo año se proclamó primer campeón de liga.
Desde principios del siglo XX era tradicional que cada 26 de diciembre se enfrentasen Leicester Rugby Club y los Barbarians en partido amistoso, pero en los años 1990 esa tradición se truncó dado que se convirtió en normal que se jueguen partidos de la Premiership durante las fechas navideñas.

### Profesionalismo
Con el fin del amateurismo del rugby a mediados de la década de los 90, en Europa se creó la primera competición continental, la Heineken Cup. Los Leicester Tigers alcanzaron la final en su segunda participación, en la temporada 1996/97, cayendo derrotados ante el conjunto francés de Brive por 28 a 9.

### Década de 2000
El desquite llegó en la temporada 2000/01 en la que Leicester Tigers se proclamó campeón de Europa derrotando en la final al Stade Français por 34 a 30. En la temporada siguiente, la 2001/02, el equipo reeditó su éxito en la máxima competición continental al derrotar en la final a Munster Rugby por 15 a 9.

### Década de 2010
Leicester Tigers fue finalista nueve veces consecutivas en las temporadas 2003/04 a 2012/13, logrando el campeonato en cuatro oportunidades: 2006/07 ante Gloucester, 2008/09 ante London Irish 2009/10 ante Saracens, y 2012/13 ante Northampton Saints. Luego perdió en semifinales ante Northampton en 2013/14, Bath en 2014/15, y Saracens en 2015/16.

## Estadio
El mítico estadio de los Leicester Tigers es Welford Road, construido en 1892, y que está siendo renovado para ampliar su capacidad hasta los 30 000 espectadores. Es el equipo con mayor convocatoria del país, con un promedio superior a los 20 000 espectadores por partido.
A lo largo de su historia el club ha contado en sus filas con jugadores de talla mundial como Martin Johnson, Dan Cole, Martin Corry, Neil Back, Rory Underwood, Lote Tuqiri, Aaron Mauger, Will Greenwood, Ben Youngs y Joel Stransky entre muchos.

## Palmarés

### Torneos internacionales
- Copa de Campeones de Europa (2): 2000-01, 2001-02

- Orange Cup (1): 2002

- Subcampeón Copa de Campeones Europeos de Rugby (3): 1996-97, 2006-07, 2008-09

- Subcampeón European Challenge Cup (1): 2020-21

### Torneos nacionales
- Premiership Rugby (11): 1987–88, 1994–95, 1998–99, 1999–00, 2000-01, 2001-02, 2006-07, 2008-09, 2009-10, 2012-13, 2021-22

- Anglo-Welsh Cup (8): 1978-79, 1979-80, 1980-81, 1992-93, 1996-97, 2006-07, 2011-12, 2016-17

- Subcampeón Premiership (8): 1993-94, 1995-96, 2004-05, 2005-06, 2007-08, 2010-11, 2011-12, 2024-25